# شرلی ویلیامز
شرلی ویلیامز (انگلیسی: Shirley Williams; ۲۷ ژوئیهٔ ۱۹۳۰ – ۱۲ آوریل ۲۰۲۱) آکادمیسین، سیاست‌مدار اهل بریتانیا وزیر سابق کابینه از شورای اختصاصی (بریتانیا) و در اصل عضو حزب کارگر (بریتانیا) در مجلس اعیان. ویلیامز طی ۱۹۷۴ تا ۱۹۷۹ در کابینه خدمت کرد. شرلی ویلیامز عضو باند چهار نفره‌ای بود که به گروه چهار سیاستمدار جدا شده از حزب کارگر موسوم هستند و حزب سوسیال دموکرات (بریتانیا) را در سال ۱۹۸۱ تأسیس کردند.
بارونس ویلیامز از کراسبی – که فعالیت طولانی پارلمانی‌اش به عنوان نماینده در ۱۹۶۴ آغاز گردید – در ۱۲ آوریل ۲۰۲۱ در سن ۹۰ سالگی درگذشت.
وی همچنین برندهٔ جوایزی همچون برنامه فولبرایت شده‌است.